# Condition des femmes sous la république de Weimar

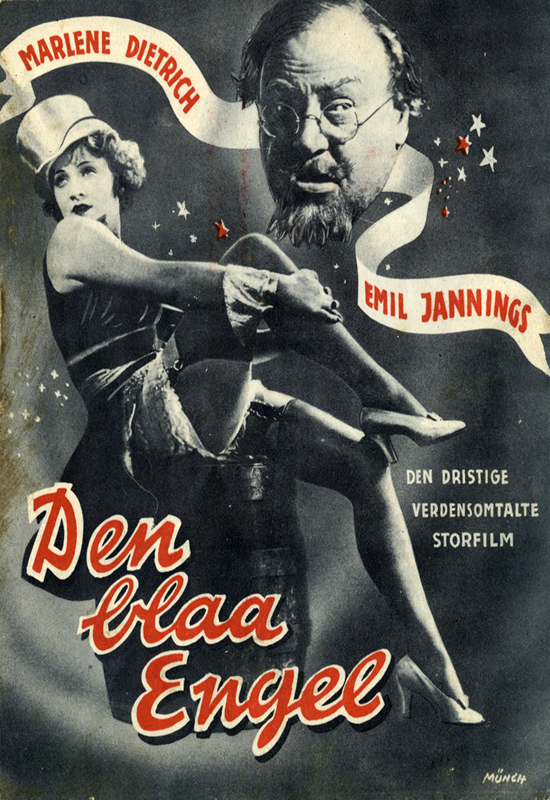
Affiche danoise du film L'Ange bleu de Josef von Sternberg, avec Marlene Dietrich (1930).

La condition féminine sous la république de Weimar concerne la place des femmes dans la société allemande entre 1919 et 1933. Elle se caractérise par l'obtention de nouveaux droits politiques (vote et éligibilité), une meilleure insertion sur le marché du travail et une relative libération par rapport à l'époque impériale, malgré de nombreuses difficultés et la persistance de fortes différences avec les hommes. Ces acquis sont balayés dès le début du régime nazi.

## Les femmes à la sortie de la Première Guerre mondiale

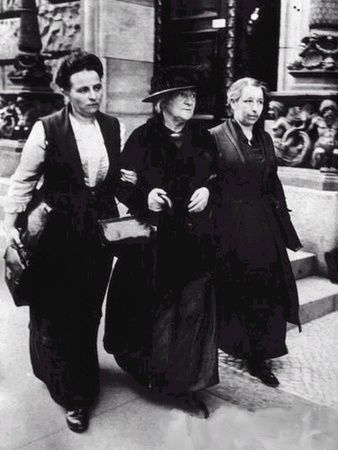
Les féministes Lore Agnes, Clara Zetkin et Mathilde Wurm devant le Reichstag à Berlin, 1919.

Lors de la Première Guerre mondiale, à l’arrière, les femmes comme les hommes prennent part à l’effort de guerre : elles occupent de nombreux emplois laissés vacants par les hommes partis se battre et participent psychologiquement à la cohésion nationale. 800 000 femmes ont travaillé à la Croix-Rouge et dans le Nationaler Frauendienst (de) (« Service national féminin ») et 92 000 ont été infirmières ou aides-soignantes, représentant 40 % du personnel médical. À la fin du conflit, celles qui souhaitent conserver leur emploi sont critiquées, alors que les hommes reviennent du front et souhaitent reprendre leur place.
Le 12 novembre 1918, le gouvernement intérimaire mis en place après l’abdication de l’empereur Guillaume II leur accorde le droit de vote (parmi d’autres grandes réformes sociales). La Constitution de Weimar du 19 janvier 1919 (dont l’Assemblée constituante compte plusieurs femmes parmi ses députés, comme Gertrud Bäumer) proclame le droit de vote et d'éligibilité des femmes (articles 17 et 22), l'égalité des sexes en matière civique (art. 109), la non-discrimination des fonctionnaires de sexe féminin (art. 128), la protection de la maternité (art. 19) et l'égalité des époux dans le mariage (art. 119). À l'instar de Linda Gustava Heymann, certaines féministes saluent ces avancées mais ne les considèrent que comme un jalon mineur dans leur combat face à l’« oppression millénaire » masculine. L'Allemagne compte alors plusieurs organisations féminines ou féministes. Les femmes de la bourgeoisie sont regroupées dans la Bund Deutscher Frauenvereine (Union des organisations féministes allemandes) et défendent l’octroi de nouveaux droits pour les femmes. Celles issues du SPD n'ont pas d'organisation distincte, même s'il existe une Internationale socialiste des femmes ; depuis 1890, le programme du parti social-démocrate réclamait l'égalité entre les sexes. Les bourgeoises considèrent que l’égalité se gagnera d’abord par les leviers politiques et juridiques, alors que les socialistes  mettent au premier plan l'égalité économique. Les associations bourgeoises pâtissent de leur conservatisme grandissant et de la sur-représentation de féministes âgées parmi ses membres. Linda Gustava Heymann et Anita Augspurg font partie de la jeune génération critique à leur égard. Il existe enfin la Ligue pour la protection de la maternité d’Helene Stöcker, associée à Magnus Hirschfeld et à des médecins ou sexologues, qui séduit un certain nombre d'hommes et de femmes, à droite comme à gauche. Prônant une forme de révolution sexuelle, l'association revendique 150 000 personnes abonnés à sa revue.

## Politique

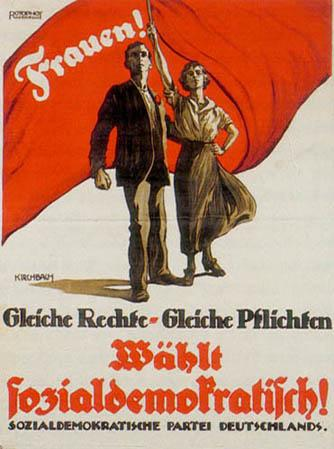
Frauen ! Gleiche Rechte Gleiche Pflichten. Wählt sozialdemokratisch ! (« Femmes ! Mêmes droits, mêmes devoirs. Votez social-démocrate »), affiche social-démocrate (1919).

Sous la république de Weimar, la condition des femmes allemandes est l’une des plus avancées d'Europe. Clara Zetkin, figure de proue du mouvement féministe allemand, est députée au Reichstag de 1920 à 1933 et préside même un moment l'assemblée en qualité de doyenne. Entre 1919 et 1932, 112 députées ont siégé au Reichstag (soit entre 7 et 10 % des élus) et, dans les années 1920, entre 400 et 500 femmes sont élues au niveau local et national (notamment dans les parlements régionaux). Ces femmes politiques sont aussi souvent pétries d’idéalisme, la députée conservatrice Katharine von Oheimb déclarant par exemple son souhait d’« éliminer le poison des intérêts masculins matérialistes et purifier la vie politique ». Au Reichstag, elles sont membres de groupes parlementaires différents et défendent les idées de leur parti : la religion pour les catholiques, la patrie pour les conservatrices et la lutte des classes pour les socialistes et les communistes. Le vote féminin penche plutôt à droite ou au centre qu'à gauche : aux élections de 1920, 37 % des électeurs du Parti communiste et 43 % de ceux du Parti social-démocrate sont des femmes contre plus de 50 % pour les Nationaux-Allemands, les Nationaux-libéraux et le Zentrum catholique. Par ailleurs, des associations féminines influencent le débat politique : l'une d'elles appelle par exemple à l’« égalité juridique pour les femmes, [l’]accès à l’éducation et aux carrières, [le] salaire égal et [le] pacifisme ».
L'historienne Marie-Bénédicte Vincent souligne cependant que « Weimar ne constitue pas un grand pas en avant dans la libération des femmes. Celles-ci demeurent sous-représentées dans les Parlements [...], la maternité est promue comme la fonction sociale des femmes la plus importante, l'avortement reste passible de poursuites (§ 218 du Code pénal) [et] les ouvrières ne connaissent pas de réel progrès économique (pas d'égalité des salaires) »). Les femmes politiques sont aussi difficilement audibles. Des députées lancèrent par exemple des débats parlementaires à la suite d'une polémique impliquant la Reichspost. Cette entreprise, qui comptait de nombreuses employées, avait licencié des salariées enceintes alors que la loi leur garantissait pourtant l’octroi d’allocations familiales et le droit de conserver leur emploi : la querelle fut vive et la question fut soumise à un comité parlementaire, qui ne donna pas suite et laissa donc la Poste allemande poursuivre ce type de licenciements. Les deux seules réelles mesures qu’arrivent à faire adopter une partie des députées concernent la protection des travailleuses à domicile et la lutte contre les maladies vénériennes ; cela reste bien peu au vu de tous les projets de lois qu’elles préparèrent (notamment sur le divorce, l’éducation ou la moralité publique). Et une députée libérale de déclarer : « Notre impact féminin se borne à assister à distance et exprimer notre étonnement perpétuel devant ce qui se passe - ou ce qui ne se passe pas… Nous ne pourrons rien faire tant que nous ne serons pas mieux intégrées. La routine est désespérante ».

### Emploi
Avec l'émergence de la société de consommation, les entreprises et les administrations ont besoin de plus en plus de main d'œuvre ; si le travail devient une voie d'émancipation pour les femmes, elles sont souvent cantonnées à des postes de secrétaire ou de vendeuse et, généralement payées de 10 à 20 % de moins que les hommes, sous divers prétextes, comme leur connaissance des tâches domestiques, qui les dédouanerait de certains frais ménagers.

### Regard des différents partis politiques sur la question féminine

#### SPD
Le SPD défend depuis les années 1890 l’égalité juridique entre les hommes et les femmes, et accueille avec enthousiasme les réformes de 1919, que le parti a grandement participé à mettre en œuvre. Un tiers des membres du SPD sont des femmes. Certaines siègent dans les commissions du parti ayant trait aux femmes et pouvaient occuper des responsabilités. L'historienne Claudia Koonz souligne cependant que « les hommes accueillaient la participation des femmes mais ignoraient leurs demandes ». Une socialiste déclarait ainsi en 1924 : « les camarades masculins nous traitent encore avec une bienveillance hors de propos ».

#### NSDAP
Depuis janvier 1921, la doctrine du NSDAP est claire et ne fait pas mystère de sa volonté d'exclure les femmes de la vie politique allemande. Elles le sont déjà dans plusieurs organes du parti nazi, notamment aux postes de direction. Si le NSDAP déclare qu'« aucune femme ne peut être admise à la direction du Parti ni dans le comité administrateur »,, cela ne l'empêche pas de compter de nombreuses Allemandes parmi ses membres. Certaines participent à l’organisation de réunions publiques ou d’œuvres de charité au nom du parti. La doctrine nationale-socialiste met en avant le rôle de l'homme allemand, insistant sur ses qualités guerrières. Selon lui, les femmes doivent enfanter et s'occuper de leur foyer. Alors que la plupart des autres partis de la république de Weimar présentent des candidates aux élections et en font élire, le NSDAP s'y refuse : on compte ainsi des députées communistes, socialistes, catholiques et parfois nationalistes mais aucune nationale-socialiste. En 1933, Joseph Goebbels justifie cette position en expliquant qu'« il faut laisser à l'homme ce qui appartient à l'homme ». Au début de la dictature nazie, après les élections législatives de novembre 1933, le Reichstag passe de 37 élues (sur 577 députés) à zéro.

## Les femmes dans la société de l’Allemagne de Weimar

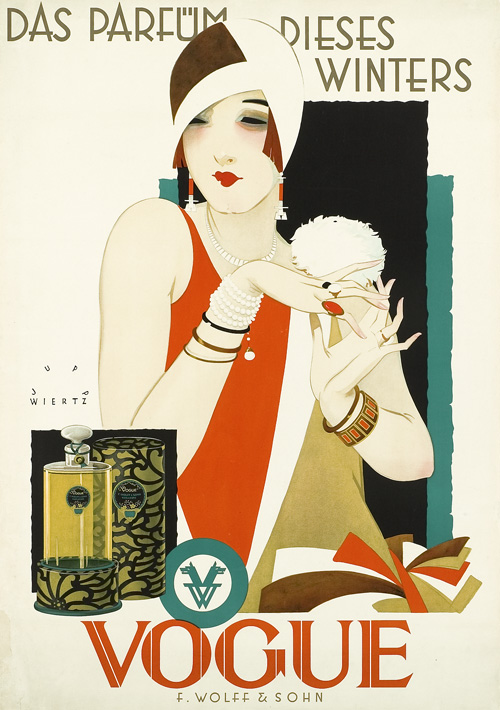
Das Parfum dieses Winters - Vogue (« Le parfum de cet hiver : Vogue »), affiche publicitaire, Zeitungsverlag F. Wolff & Sohn (v. 1926).

### Émancipation sociale
Bien qu'il soit caricatural de réduire la période de Weimar à la vie culturelle et artistique bouillonnante de Berlin, celle-ci révèle néanmoins les aspirations de la génération d’après-guerre, libérée des carcans traditionnels, religieux et moraux de l’Empire. Claudia Koonz note ainsi : « le symbole primordial de la nouvelle liberté était la femme moderne - jeune, cultivée, employée, socialement libre et autonome. Après que la guerre eut brisé de nombreux stéréotypes sur la faiblesse féminine, que la culture populaire eut célébré la libération sexuelle et que la Constitution eut offert l’égalité sexuelle dans les années 1920, la vie sociale ouvrit de nouveaux horizons de liberté. Un nouveau monde était en marche pour les jeunes citadins, et Berlin en était le cœur ».
Alors que les femmes travaillaient pendant la Première Guerre mondiale alors que leurs époux se battaient au front, l’immédiat après-guerre est marqué par une baisse du nombre de salariées, les hommes étant nombreux à revenir sur le marché du travail. Par la suite, lors des années 1920, on observe cependant une nouvelle hausse du nombre de femmes salariées. En 1929, l'Allemagne compte 2 500 femmes médecins, 300 avocates et « quelques douzaines de femmes juges et professeurs » ; 20 % des étudiants sont des jeunes filles. On embauche des femmes autant dans les usines que pour les postes de « cols blancs ». Pourtant, si les femmes travaillent, il ne faut pas occulter leurs difficultés : certaines sont certes désormais financièrement indépendantes, mais elles sont généralement sous-payées par rapport aux hommes, aliénées par un travail qui demande de la force physique et des horaires longs. Leur âge peut aussi poser problème : dès 30 ans, elles sont souvent remplacées par des femmes plus jeunes, mais dès la scolarisation de leurs premiers enfants, les frais engendrés les obligent à reprendre un emploi. Leur déception est grande, d’autant plus que les clichés véhiculés par le cinéma (prostitution, pornographie, viols) mettent en avant le côté sombre des grands centres urbains, peu sécurisants pour les femmes.

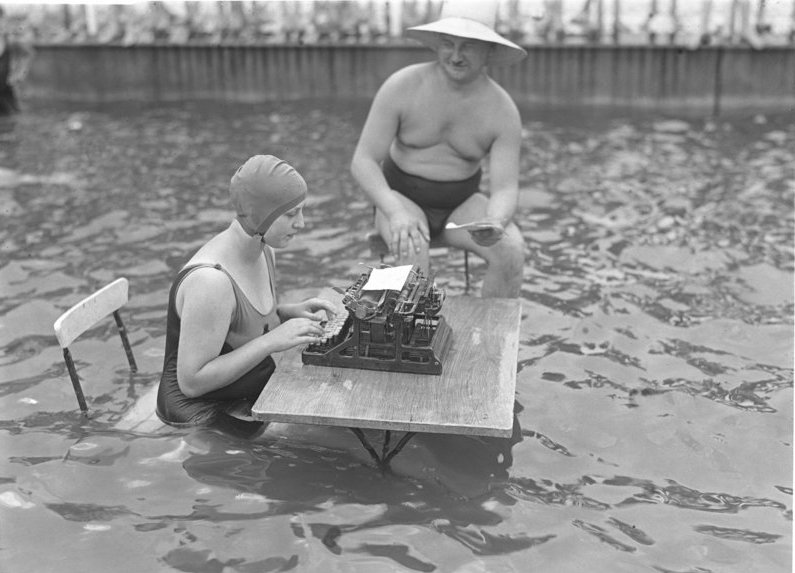
Dactylographe à la piscine, photographie satirique de Georg Pahl (1926).

### Les femmes et la crise

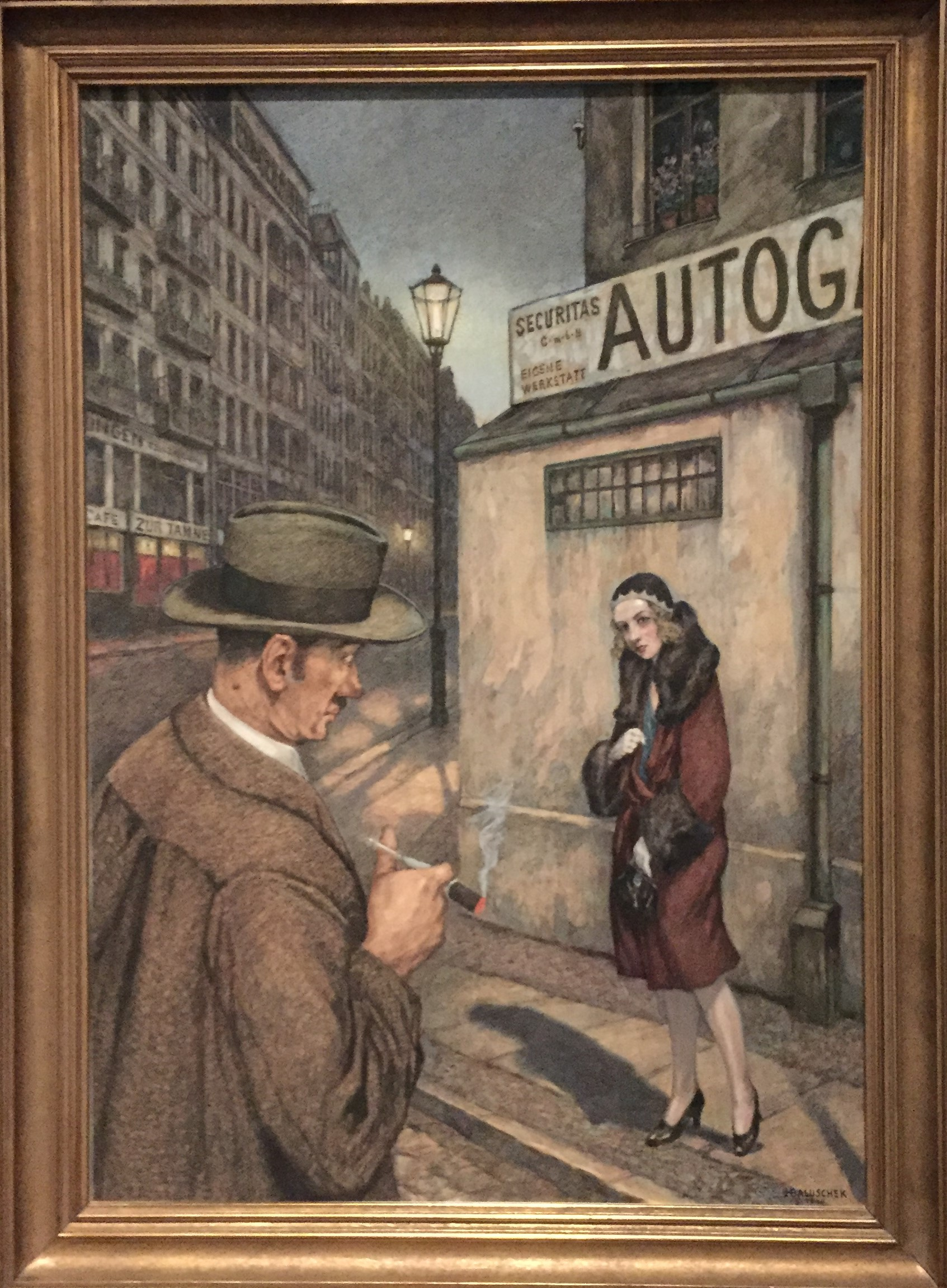
La crise réduit beaucoup de femmes à la prostitution : Morgengrauen (« Matin gris », toile de Hans Baluschek, 1930.

L’hyperinflation de la république de Weimar conduit des milliers d'Allemandes à se prostituer pour subvenir à leurs besoins. Mais paradoxalement, cette crise économique participe à l’émancipation sociale des jeunes filles, dans la mesure où les dots familiales, autrefois indispensables aux mariages, ne valaient plus rien. Une Allemande témoigne ainsi : « lorsque l’argent perdit toute valeur, cela détruisit tout un système... et réduisit à néant l'importance de la chasteté avant le mariage. […] Les filles n’étaient pas toutes vierges à leur mariage, mais en général on s’accordait à penser qu’elles devaient l’être. L'inflation apprit aux filles que leur virginité n’avait plus d'importance. Les femmes furent libérées ».

## Le régime national-socialiste: fin d'une émancipation politique

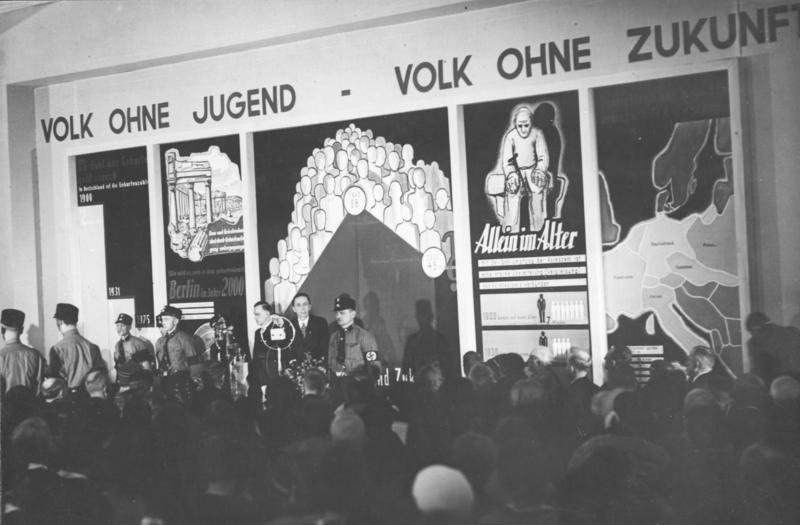
Le ministre de la Propagande Joseph Goebbels à l'ouverture de l'exposition « Die Frau, Frauenleben und -wirken in Familie, Haus und Beruf » (« La femme, la vie de la femme, son rôle en famille, à la maison et au travail »), sur le Kaiserdamm, le 18 mars 1933.

L'arrivée au pouvoir du chancelier Adolf Hitler met un terme à de nombreux droits pour les femmes, même si le NSDAP doit une partie de ses succès électoraux au vote féminin. Le retrait forcé des femmes de la vie publique, dans une société qui commençait à les considérer comme égales aux hommes, permet d'enrayer, pour les nazis, la décadence de la république de Weimar. En effet, ils considéraient ce régime aussi enjuivé qu'efféminé (l’émancipation féminine étant vue comme la résultante d’une « influence juive », tandis que la relative tolérance vis-à-vis de la vie homosexuelle à Berlin était vue comme l'antithèse de la virilité aryenne). Officiellement, le statut des femmes passe d'une « égalité de droit » (Gleichberechtigung) à une « équivalence » (Gleichstellung). L'historien Pierre Ayçoberry souligne que « cette offensive offrait le double avantage de plaire à leurs collègues masculins inquiets de cette concurrence, et de renvoyer dans la vie privée plus de 100 000 personnes fières de leur réussite, donc en majorité émancipées et politiquement à gauche ». Ces idées suscitent l'inquiétude de certaines militantes du parti nazi, qui craignent que ces mesures nuise aussi aux femmes diplômées, vivier nécessaire aux futures cadres du parti pour ses sections féminines.
Il est difficile de comprendre des décennies plus tard pourquoi des femmes ont adhéré à un parti qui restreignait leur condition de citoyennes. Cela est à replacer dans le contexte de l'époque, quand beaucoup de femmes ne considéraient pas le droit de vote ou d'éligibilité comme une avancée sociale majeure pour elles. En 1933, les programmes scolaires pour les filles sont modifiés, notamment afin de les dissuader de poursuivre leurs études à l'université : on remplace ainsi les cinq années de classes de latin et les trois de sciences par des cours de langue et d'enseignement ménager. Toujours en 1933, l’État accorde un prêt aux citoyens allemands dont l’épouse abandonne son travail.
Les associations de femmes regroupant des communistes ou des socialistes sont interdites et leurs membres sont arrêtées, voire assassinées. Les autres associations sont invitées à renvoyer leurs membres juives, ce que font l'Union des femmes protestantes, l'Association des ménagères et des campagnardes, l'Union des femmes de la société coloniale allemande et l'Union de la Reine-Louise. Mais rapidement, la majorité des associations sont interdites ou choisissent elles-mêmes de disparaître, comme la BDF (Bund Deutscher Frauenverein), fondée en 1894 et qui se dissout en 1933 pour éviter sa mise au pas. Une seule association féminine perdurera sous le régime (l'association de Gertrud Bäumer, Die Frau, ou La Femme), jusqu'en 1944 ; elle est cependant placée sous la tutelle du ministère du Reich à l'Éducation du peuple et à la Propagande. « Rudolf Hess fonde le Deutsches Frauenwerk qui, avec la branche féminine du parti nazi (NS-Frauenschaft), a vocation à devenir une organisation de masse du régime ».
En 1936, une loi interdit certaines fonctions aux femmes dans la magistrature (juge et procureure notamment, Hitler intervenant personnellement sur ce sujet) et le corps médical (les femmes médecins ne peuvent plus exercer, mais les besoins sanitaires conduisent toutefois à en rappeler certaines par la suite ; l'Association des femmes médecins est dissoute et intégrée dans son pendant masculin). Sous la république de Weimar, seulement 1 % des chaires universitaires étaient occupées par des femmes. Le 8 juin 1937, un décret dispose que seuls les hommes peuvent désormais être nommés à ces chaires, sauf dans le domaine social. Néanmoins, le 21 février 1938, « à titre individuel et exceptionnel » à la suite du lobbying de Gertrud Scholtz-Klink, une scientifique, Margarete Gussow obtient une chaire d'astronomie. La mathématicienne Ruth Moufang peut passer son doctorat, mais n'obtient pas le droit d'enseigner et doit de ce fait travailler pour l'industrie nationale. Emmy Noether, également mathématicienne, est renvoyée en vertu de la loi allemande sur la restauration de la fonction publique du 7 avril 1933, pour avoir milité dans les années 1920 à l'USPD et au SPD. La physicienne Lise Meitner, qui dirige le département de physique de la Société Kaiser-Wilhelm peut rester à son poste jusqu'en 1938, mais seulement en vertu de sa nationalité autrichienne (qui prend fin avec l'Anschluss) ; elle part ensuite aux Pays-Bas puis en Suède. En définitive, dans le domaine scientifique, il n'y aura presque pas de nomination féminine sous le régime nazi ; en 1942, on refusera à une femme de diriger un institut scientifique, bien qu'aucune candidature masculine ne convienne. L'éviction des femmes de la vie politique est complète : elles ne peuvent également plus siéger au Reichstag, dans les Parlements régionaux et les conseils municipaux.
Il n'y a pas de réelle résistance à cette mise au pas, les associations féminines bourgeoises pensant comme une grande partie de la population que le gouvernement nazi ne sera qu'éphémère et qu'elles pourront malgré tout faire valoir leur influence. À ce sujet, Claudia Koonz met en avant un proverbe populaire de l'époque : « la soupe ne se mangera pas aussi chaude qu'on ne l'a cuisinée ». Les Allemandes estiment qu'elles arriveront en définitive à obtenir des « aménagements acceptables ». Quant aux militantes anti-nazis, elles s'exilent ou sont arrêtées comme leurs camarades masculins.

## Députées au Reichstag
Les Allemandes obtiennent le droit de vote après la Première Guerre mondiale. Lors de l’Assemblée nationale de Weimar, on compte entre 8 et 9 % de députées mais lors des autres législatures, leur nombre tourne autour de 6 %. Après la prise de pouvoir du NSDAP, leur nombre chute à 4 % avant de disparaître sous les quatre législatures du Troisième Reich.
Marie Juchacz est la première femme à prendre la parole devant l'hémicycle le 19 février 1919, et la première de toute l'histoire parlementaire allemande. Elle est également la seule femme à être membre du Conseil consultatif de l'Assemblée, chargé d'élaborer une Constitution pour le Reich allemand (Ausschuß zur Vorberatung des Entwurfs einer Verfassung des Deutschen Reichs ; l'Allemagne était encore officiellement le Reich, même après l'abdication de l'empereur Guillaume II et l'instauration de la république).
| Législatures de 1919 à 1933 sous la république de Weimar | Début de la législature | Pourcentage de femmes | Femmes députées | Pourcentage d’hommes | Hommes députés | Total de députés |
| -------------------------------------------------------- | ----------------------- | --------------------- | --------------- | -------------------- | -------------- | ---------------- |
| Assemblée nationale de Weimar                            | 1919                    | 8,7 %                 | 37              | 91,3 %               | 386            | 423              |
| 1re législature                                          | 1920                    | 8,0 %                 | 37              | 92,0 %               | 426            | 463              |
| 2e législature                                           | 1924                    | 5,7 %                 | 27              | 94,3 %               | 445            | 472              |
| 3e législature                                           | 1924                    | 6,7 %                 | 33              | 93,3 %               | 460            | 493              |
| 4e législature                                           | 1928                    | 6,7 %                 | 33              | 93,3 %               | 457            | 490              |
| 5e législature                                           | 1930                    | 6,8 %                 | 39              | 93,2 %               | 538            | 577              |
| 6e législature                                           | 1932                    | 5,6 %                 | 34              | 94,4 %               | 574            | 608              |
| 7e législature                                           | 1932                    | 6,0 %                 | 35              | 94,0 %               | 547            | 582              |
| 8e législature                                           | 1933                    | 3,8 %                 | 21              | 96,2 %               | 537            | 558              |

Liste non exhaustive de députées
- Lore Agnes (USPD puis SPD)
- Marie Ahlers (KPD)
- Maria Ansorge (SPD)
- Martha Arendsee (KPD)
- Elise Augustat (KPD)
- Gertrud Bäumer (DDP)
- Elise Bartels (de) (SPD)
- Margarete Behm (DNVP)
- Clara Bohm-Schuch (SPD)
- Hedwig Dransfeld (Zentrum)
- Helene Fleischer (KPD)
- Hedwig Fuchs (Zentrum)
- Hedwig Hoffmann (de) (DNVP)
- Marie Juchacz (SPD)
- Wilhelmine Kähler (SPD)
- Franziska Kessel (KPD)
- Olga Körner (KPD)
- Hedwig Krüger (de) (KPD)
- Marie Kunert (SPD)
- Hedwig Kurt (de) (SPD)
- Annagrete Lehmann (DNVP)
- Marie-Elisabeth Lüders (DDP)
- Anna Nemitz (de) (SPD)
- Agnes Neuhaus (Zentrum)
- Katharine von Oheimb (DVP)
- Antonie Pfülf (SPD)
- Anna Therese Rawengel (DNVP)
- Anna Reitler (KPD)
- Elisabeth Röhl (SPD)
- Adele Schreiber-Krieger (SPD)
- Louise Schroeder (SPD)
- Tony Sender (SPD)
- Clara Siebert (Zentrum)
- Anna Siemsen (SPD)
- Anna Margarete Stegmann (SPD)
- Helene Weber (Zentrum)
- Mathilde Wurm (USPD puis SPD)
- Anna Zammert (USPD puis SPD)
- Clara Zetkin (KPD)
- Charlotte Zinke (KPD)

## Bilan
Claudia Koonz note : « l’émancipation féminine, fruit de [la] République, était, elle aussi, contestée. Les femmes se voyaient accueillies comme citoyennes, mais subissaient l’érosion de leur droit au travail, à l’égalité économique, juridique et politique. […] Le sentiment d’unité féminine naquit à l’époque où les femmes n’étaient liées que par leur exclusion. Les législatrices œuvraient pour l’égalité des femmes autant que pour la reconnaissance de leurs besoins et de leurs valeurs spécifiques. […] Les législateurs de Weimar ne se jetèrent pas dans l’émancipation féminine, mais au moins les femmes, socialistes, libérales, catholiques ou conservatrices, avaient-elles pris leur place dans le processus politique ».